# Namiq Məmmədkərimov
Namiq Məmmədkərimov (21 luglio 1980) è un giocatore di calcio a 5 ed ex calciatore azero.

## Carriera
Avvicinatosi alla disciplina su suggerimento del fratello Natiq, che già giocava con la selezione azera, Məmmədkərimov iniziò a giocare a 17 anni con il Nafspor, per poi transitare per Rifarm, Qlobus e Turan Air. Allo scioglimento di quest'ultima si trasferì all'Araz Naxçıvan, a cui rimarrà legato per quasi un decennio. Con la Nazionale ha disputato tre campionati europei.